# Emanuel 2. af Portugal
Emanuel 2. (portugisisk: Dom Manuel II) (19. marts 1889 – 2. juli 1932) var konge af Portugal fra 1908 til 1910. Han var den sidste konge af Portugal.

## Biografi
Emanuel var den anden søn af kong Karl 1. af Portugal i hans ægteskab med prinsesse Amélie af Orléans, der var datter af den franske tronprætendent, Filip af Orléans. 
Den 1. februar 1908 blev Emanuels far og storebror Ludvig Filip myrdet ved et republikansk attentat mod kongefamilien i Lissabon. Emanuel blev såret i armen, overlevede og efterfulgte sin far på tronen.
Ved et militærkup den 4. oktober 1910 blev monarkiet afskaffet, og Emanuel måtte flygte til Gibraltar efter tre dages gadekampe.
I 1913 giftede han sig med den tyske prinsesse Augusta Viktoria af Hohenzollern. Han levede resten af sit liv i eksil i Storbritannien og døde barnløs. 